# Avenue François Peeters
L'avenue François Peeters (en néerlandais: François Peeterslaan) est une avenue bruxelloise de la commune de Woluwe-Saint-Pierre qui va de l'avenue des Grands Prix à l'Avenue Orban sur une longueur totale de 300 mètres.

## Historique et description
Le nom de la rue vient du soldat volontaire de guerre Jean-François Peeters, né le 3 octobre 1894 à Grimbergen, mort d'éclats d'obus durant la première guerre mondiale le 17 octobre 1918 à Torhout et domicilié à Woluwe-Saint-Pierre.
L'ancien nom : avenue des Quatre-Bras.